# 紫花野芝麻
紫花野芝麻（学名：Lamium maculatum）为唇形科野芝麻属下的一个种。